# Kreolizam
Kreolizam je umjetnički pokret koji se javio kao inačica realizma. Pojavio se krajem 19. stoljeća. Na njega je snažno utjecalo ondašnje nedavno osamostaljenje država u Americi u španjolskom području.
Javio se i u čileanskoj književnosti. Pojavio se u drugoj polovici 19. stoljeća.
Svojstveno mu je glorificiranje života na selu i svega onog što je u svezi s jednostavnim životom običnih ljudi.
Jedni od najvažnijih pripadnika ovog pokreta u Čileu su čileanski Hrvat Francisco Berzovic i Luka Bonačić Dorić.